# Apatania spiculata
Apatania spiculata är en nattsländeart som beskrevs av Yang, Wang in Yang, Sun och Wang 1997. Apatania spiculata ingår i släktet Apatania och familjen Apataniidae. Inga underarter finns listade i Catalogue of Life.